# Herb Sulęcina
Herb Sulęcina – jeden z symboli miasta Sulęcin i gminy Sulęcin w postaci herbu.

## Wygląd i symbolika
Herb przedstawia na czarnej tarczy herbowej białego Baranka Bożego zwróconego w lewo, trzymającego przednią prawą łapą osadzoną na żółtym drzewcu białą flagę z czerwonym krzyżem maltańskim.
Herb nawiązuje do związków miasta z Templariuszami.

## Historia
Wizerunek herbowy z Barankiem Bożym widnieje na pieczęciach miejskich począwszy od XIV wieku.